# الن هیل جونیور
الن هیل جونیور (انگلیسی: Alan Hale Jr.; ۸ مارس ۱۹۲۱ – ۲ ژانویهٔ ۱۹۹۰) هنرپیشه و رستوران‌دار اهل ایالات متحده آمریکا بود. وی بین سال‌های ۱۹۳۳ تا ۱۹۸۸ میلادی فعالیت می‌کرد.

## بخشی از فیلمشناسی

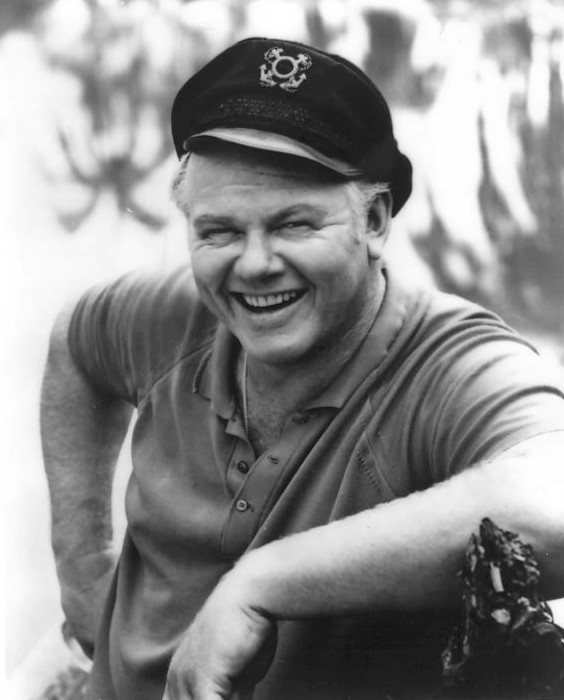
در سریال جزیره گیلیگن

از فیلم‌ها یا برنامه‌های تلویزیونی که وی در آن نقش داشته‌است می‌توان به آثار زیر اشاره کرد.
- تماشای راین (۱۹۴۳)
- بازگشت به خانه (فیلم ۱۹۴۸) (۱۹۴۸)
- دستری (فیلم) (۱۹۵۴)
- بانو یک هوانورد می‌گیرد (۱۹۵۸)
- محکم دارشان بزن (۱۹۶۸)
- تفنگ‌دار پنجم (۱۹۷۹)
- بونانزا (۱۹۵۹)
- ماوریک (مجموعه تلویزیونی) (۱۹۶۰)
- دود اسلحه (۱۹۶۱)
- اندی گریفیت شو (۱۹۶۲)
- ماوریک (۱۹۶۲)
- مریخی محبوب من (۱۹۶۴)
- جزیره گیلیگن ()
- بتمن (۱۹۶۷)
- غرب وحشی وحشی (۱۹۶۸)
- راهبه پرنده (۱۹۶۹)
- آیرونساید (۱۹۷۰)
- جانی خطرناک (۱۹۸۴)